# 2023 في لبنان
تحتوي هذه المقالة على أهم الأحداث التي شهدتها لبنان في 2023، إضافة إلى أهم الشخصيات اللبنانية المولودة والمتوفية في هذه السنة.